# 托馬斯愛迪生州立大學
托马斯爱迪生州立大学（Thomas Edison State University），原名托马斯爱迪生州立学院（Thomas Edison State College），是一所位於美國新澤西州特伦顿的公立大學，1971年12月得到新澤西教育董事會的批准，在次年7月1日成立，其名用以紀念托馬斯·愛迪生。 該校提供本科和研究生教育，2015年《美國新聞與世界報道》未給予其排名資格。